# Tanconville
Ne doit pas être confondu avec Tantonville.
Tanconville est une commune française située dans le département de Meurthe-et-Moselle en région Grand Est.

## Géographie
Tanconville se situe au pied occidental du massif des Vosges.
La commune se trouve au sud-est du département de Meurthe-et-Moselle, à la limite avec celui de Moselle. Elle se trouve à environ 39 kilomètres par la voie routière à l'est de la sous-préfecture Lunéville. Le village est traversé par une petite route départementale (D 177) qui permet de rejoindre la route nationale 4 (Paris-Strasbourg), à moins de dix kilomètres.
| Frémonville |                   | Hattigny Moselle |
|             | Tanconville       | Bertrambois      |
|             | Cirey-sur-Vezouze |                  |

### Hydrographie
La commune est dans le bassin versant du Rhin au sein du bassin Rhin-Meuse. Elle est drainée par le ruisseau des Étangs Georgel et l'Herbas,.

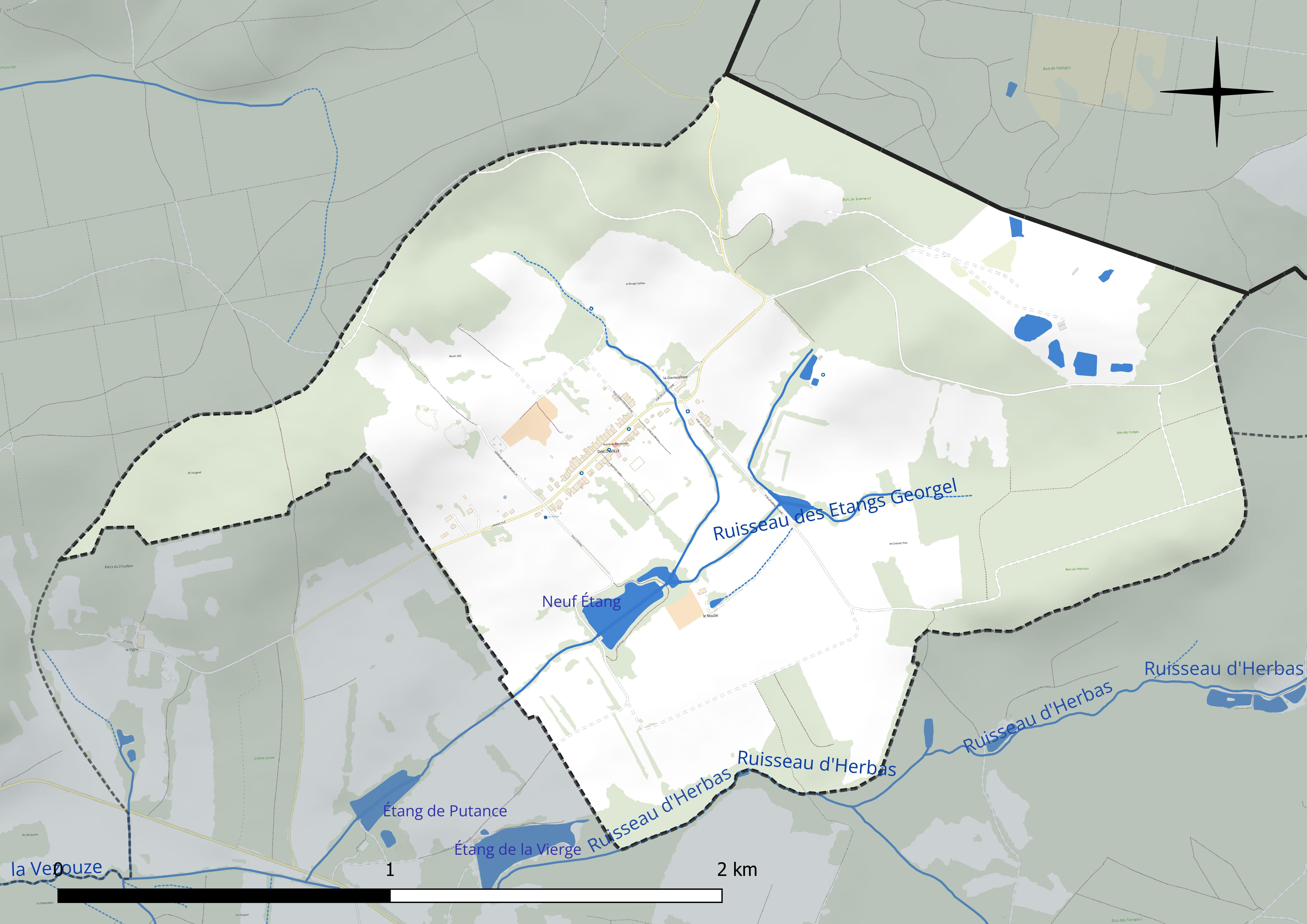
Réseau hydrographique de Tanconville.

Un plan d'eau complète le réseau hydrographique : Neuf étang (2,7 ha),.

### Climat
Pour des articles plus généraux, voir Climat du Grand Est et Climat de Meurthe-et-Moselle.
En 2010, le climat de la commune est de type climat des marges montargnardes, selon une étude du Centre national de la recherche scientifique s'appuyant sur une série de données couvrant la période 1971-2000. En 2020, Météo-France publie une typologie des climats de la France métropolitaine dans laquelle la commune est exposée à un climat semi-continental et est dans la région climatique  Vosges, caractérisée par une pluviométrie très élevée (1 500 à 2 000 mm/an) en toutes saisons et un hiver rude (moins de 1 °C). 
Pour la période 1971-2000, la température annuelle moyenne est de 9,5 °C, avec une amplitude thermique annuelle de 16,8 °C. Le cumul annuel moyen de précipitations est de 993 mm, avec 12,8 jours de précipitations en janvier et 10 jours en juillet. Pour la période 1991-2020, la température moyenne annuelle observée sur la station météorologique de Météo-France la plus proche, « Nitting_sapc », sur la commune de Nitting à 10 km à vol d'oiseau, est de 10,4 °C et le cumul annuel moyen de précipitations est de 993,7 mm. 
La température maximale relevée sur cette station est de 37,9 °C, atteinte le 25 juillet 2019 ; la température minimale est de −19,4 °C, atteinte le 26 décembre 2010,,. 
Les paramètres climatiques de la commune ont été estimés pour le milieu du siècle (2041-2070) selon différents scénarios d'émission de gaz à effet de serre à partir des nouvelles projections climatiques de référence DRIAS-2020. Ils sont consultables sur un site dédié publié par Météo-France en novembre 2022.

## Urbanisme

### Typologie
Au 1er janvier 2024, Tanconville est catégorisée commune rurale à habitat très dispersé, selon la nouvelle grille communale de densité à sept niveaux définie par l'Insee en 2022.
Elle est située hors unité urbaine et hors attraction des villes,.

### Occupation des sols
L'occupation des sols de la commune, telle qu'elle ressort de la base de données européenne d’occupation biophysique des sols Corine Land Cover (CLC), est marquée par l'importance des territoires agricoles (51,3 % en 2018), une proportion sensiblement équivalente à celle de 1990 (51,7 %). La répartition détaillée en 2018 est la suivante : 
prairies (45,1 %), forêts (41 %), mines, décharges et chantiers (7,7 %), zones agricoles hétérogènes (6,2 %). L'évolution de l’occupation des sols de la commune et de ses infrastructures peut être observée sur les différentes représentations cartographiques du territoire : la carte de Cassini (XVIIIe siècle), la carte d'état-major (1820-1866) et les cartes ou photos aériennes de l'IGN pour la période actuelle (1950 à aujourd'hui).

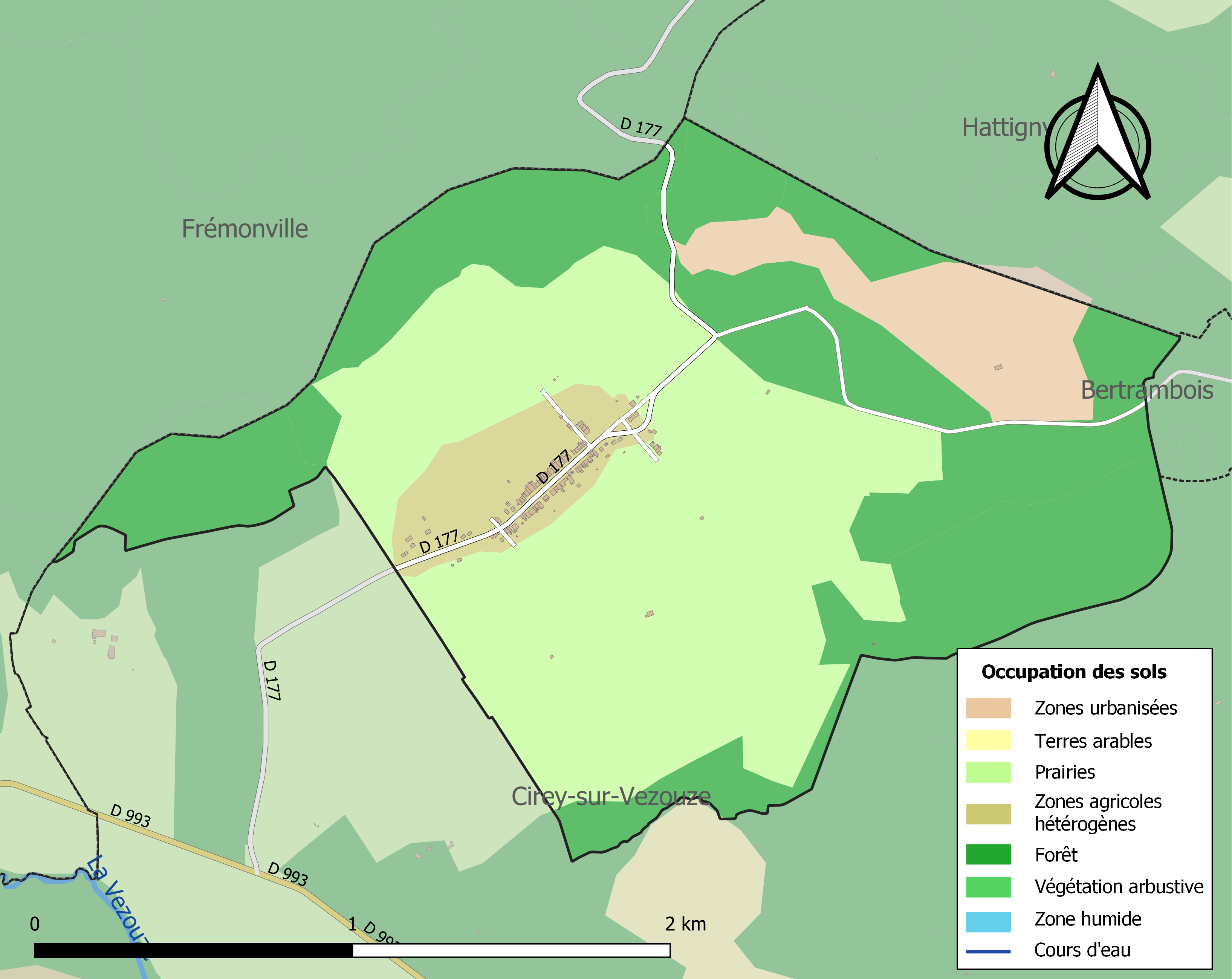
Carte des infrastructures et de l'occupation des sols de la commune en 2018 (CLC).

## Toponymie
- D'un nom de personne germanique Thancolf + villa[réf. nécessaire].
- Tamcolvilla (1145), Tanconisvilla/Tanconisville (1154-66), Tenchere (1174), Tencheres (XIIe siècle), Tancouville (1793)[réf. nécessaire].

## Histoire
- Détruit par les Suédois pendant la guerre de Trente Ans.
- Reconstruit au XVIIe siècle à son emplacement actuel.
- Nombreuses victimes civiles en 1914.
- Combats meurtriers en juin 1940.

## Politique et administration

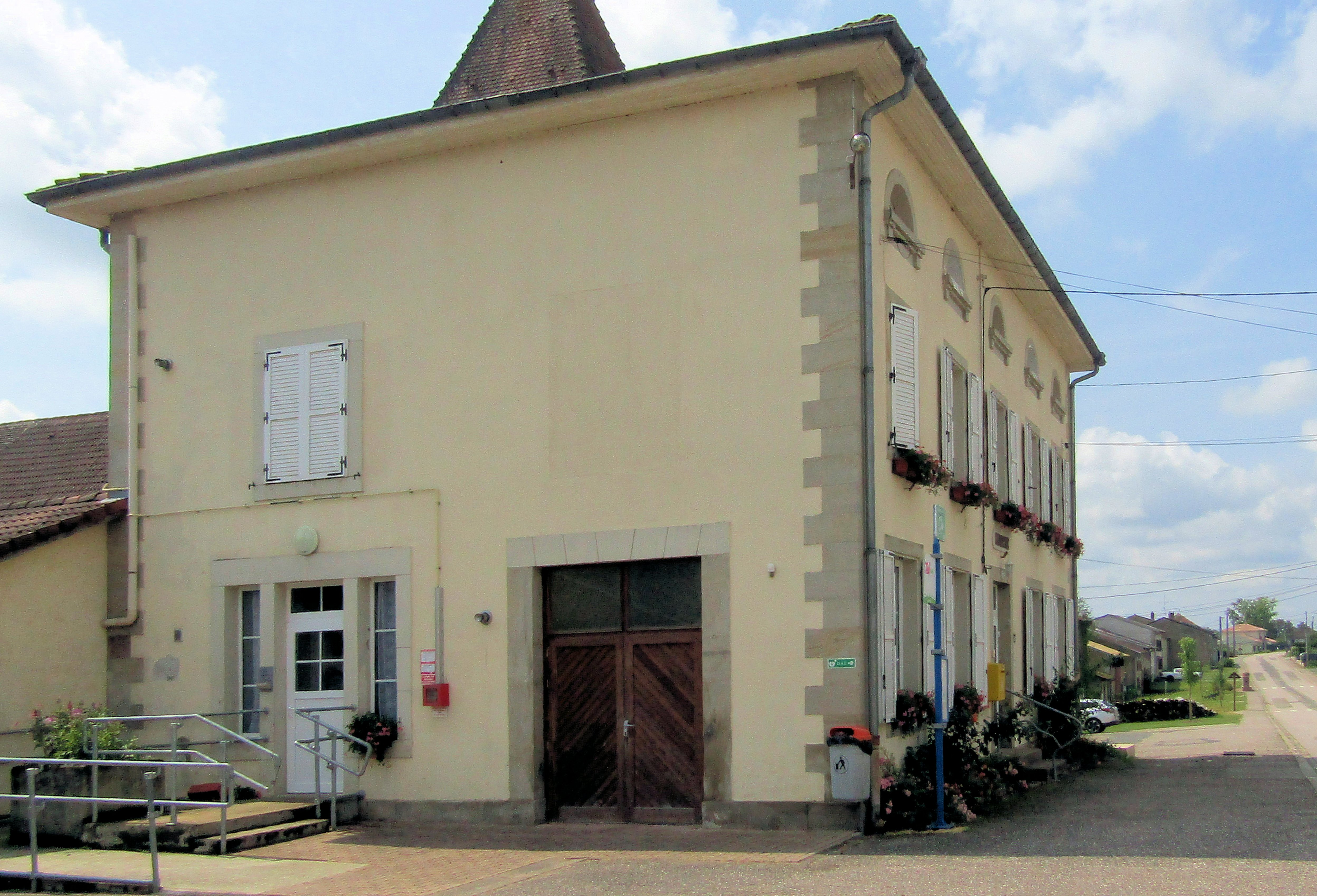
La mairie.

| Période                                  | Période                   | Identité                                                   | Étiquette | Qualité          |
| ---------------------------------------- | ------------------------- | ---------------------------------------------------------- | --------- | ---------------- |
| Les données manquantes sont à compléter. |                           |                                                            |           |                  |
|                                          | 1968                      | Joseph (dit Albert) Voinot                                 |           |                  |
| 1968                                     | 1986                      | Abel Mathieu                                               |           |                  |
| 1986                                     | mars 2008                 | Bernard Claudon                                            | DVD       |                  |
| mars 2008                                | En cours (au 25 mai 2020) | Joël Guy Jean Marie Mathieu Réélu pour le mandat 2020-2026 |           | Ouvrier qualifié |

## Population et société

### Démographie
L'évolution du nombre d'habitants est connue à travers les recensements de la population effectués dans la commune depuis 1793. Pour les communes de moins de 10 000 habitants, une enquête de recensement portant sur toute la population est réalisée tous les cinq ans, les populations de référence des années intermédiaires étant quant à elles estimées par interpolation ou extrapolation. Pour la commune, le premier recensement exhaustif entrant dans le cadre du nouveau dispositif a été réalisé en 2004.

En 2022, la commune comptait 106 habitants, en évolution de −9,4 % par rapport à 2016 (Meurthe-et-Moselle : −0,13 %, France hors Mayotte : +2,11 %).
| 1793 | 1800 | 1806 | 1821 | 1831 | 1836 | 1841 | 1846 | 1851 |
| ---- | ---- | ---- | ---- | ---- | ---- | ---- | ---- | ---- |
| 281  | 276  | 343  | 413  | 494  | 461  | 408  | 410  | 403  |

| 1856 | 1861 | 1872 | 1876 | 1881 | 1886 | 1891 | 1896 | 1901 |
| ---- | ---- | ---- | ---- | ---- | ---- | ---- | ---- | ---- |
| 311  | 326  | 351  | 297  | 280  | 265  | 240  | 235  | 249  |

| 1906 | 1911 | 1921 | 1926 | 1931 | 1936 | 1946 | 1954 | 1962 |
| ---- | ---- | ---- | ---- | ---- | ---- | ---- | ---- | ---- |
| 259  | 236  | 182  | 202  | 229  | 236  | 179  | 186  | 178  |

| 1968 | 1975 | 1982 | 1990 | 1999 | 2004 | 2006 | 2009 | 2014 |
| ---- | ---- | ---- | ---- | ---- | ---- | ---- | ---- | ---- |
| 160  | 147  | 138  | 115  | 102  | 91   | 89   | 93   | 111  |

| 2019 | 2022 | - | - | - | - | - | - | - |
| ---- | ---- | - | - | - | - | - | - | - |
| 106  | 106  | - | - | - | - | - | - | - |

## Culture locale et patrimoine

### Lieux et monuments
- Monument aux morts de 1940.

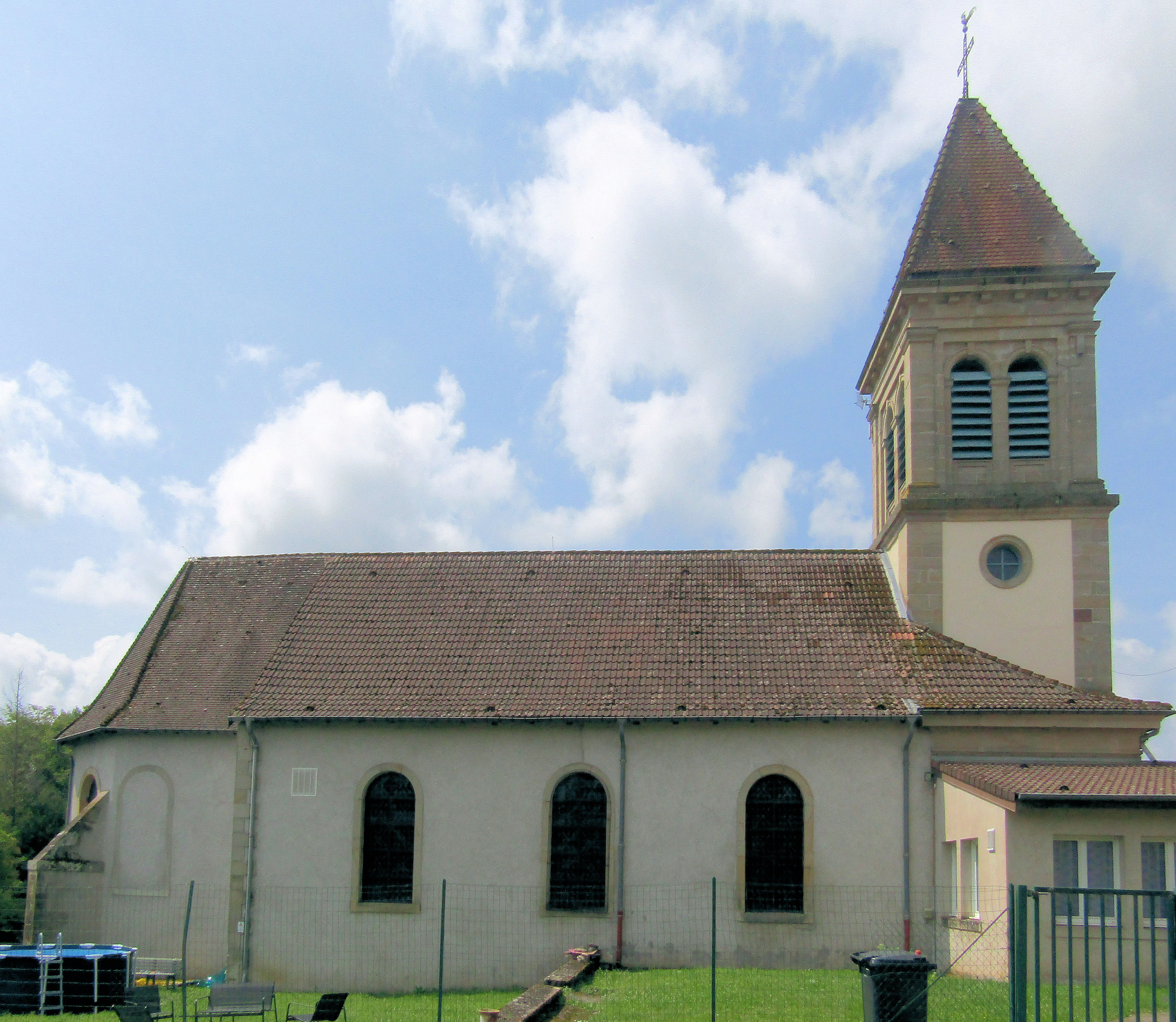
L'église de la Nativité-de-la-Vierge.

- Église 18e partiellement détruite en 1944 et restaurée : vitraux modernes ; tableau et christ en croix grandeur nature provenant de l'abbaye de Haute-Seille.

### Personnalités liées à la commune
- Henry Ganier (1845-1936) peintre et illustrateur utilisa le nom de la commune pour pseudonyme.

### Héraldique
| Blason de Tanconville | Blason  | Parti : au 1er d'or à la bande de gueules chargée de trois alérions d'argent, au 2e mi parti de gueules semé de croisettes recroisetées au pied fiché d'or à deux saumons adossés de même ; à la croisette latine au pied fiché d'argent soutenue d'un croissant d'or brochant sur le tout. |
| Blason de Tanconville | Détails | Le statut officiel du blason reste à déterminer. |